# Frekvensmodulation
Frekvensmodulation, forkortes som FM, er en radioteknik til overførsel af information fra afsender til modtager. Det kan dreje sig om radio- og ledningsbåret information, eller for den sags skyld information som lagres på magnetbånd. Betegnelsen FM anvendes ofte om det VHF-frekvensbånd fra 88 MHz til 108 MHz som bruges til udsendelse af radioudsendelser til offentligheden (FM-radio), og dette frekevensbånd anvender da også frekvensmodulation som modulationstype.
Ved FM holdes senderens output konstant, medens det er frekvensen der ændres i takt med deviationen (modulationen).
Fordelen ved frekvensmodulation er at man opnår større signal-til-støj forhold end amplitudemodulation. Forbedringen er op til 20 dB for gode FM-demodulatorer i forhold til bærebølge-til-støj forholdet. Ulempen ved frekvensmodulation er, at den for at opnå større signal-til-støj forhold, breder sig over større båndbredde.